# Dušan Petković (1974)
Dušan Petković (* 13. června 1974, Bělehrad) je bývalý srbský fotbalista.

## Reprezentace
Dušan Petković odehrál 7 reprezentačních utkání. S srbskou reprezentací se zúčastnil Mistrovství světa 2006.

## Statistiky
| Jugoslávie          | Jugoslávie | Jugoslávie |
| Roky                | Záp.       | Góly       |
| ------------------- | ---------- | ---------- |
| 2000                | 1          | 0          |
| 2001                | 2          | 0          |
| 2002                | 0          | 0          |
| Srbsko a Černá Hora |            |            |
| 2003                | 0          | 0          |
| 2004                | 4          | 0          |
| Celkem              | 7          | 0          |